# 山本広行

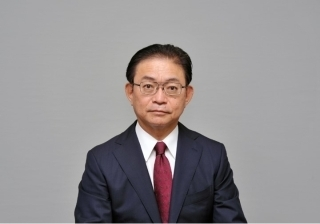
在ベラルーシ日本国大使館ウェブページより（令和4年3月）

山本 広行（やまもと ひろゆき、1960年6月22日 - ）は、日本の外交官。侍従、ハバロフスク総領事、出入国在留管理庁仙台出入国在留管理局長、トルクメニスタン駐箚特命全権大使を経て、ベラルーシ駐箚特命全権大使。

## 経歴・人物
北海道生まれ。1982年外務公務員採用上級試験合格。1983年東京大学教養学部教養学科ロシア分科卒業。外務省入省。
- 1985年：コロンビア大学国際関係大学院修士及び同大学院ハリマン研究所修了証取得[2]。
- 1986年：在ソビエト連邦日本国大使館二等書記官(～1989年[2])。
- 1996年：在ロシア日本国大使館一等書記官
- 1998年：在オランダ日本国大使館一等書記官
- 2000年：在オランダ日本国大使館参事官
- 2000年：国際連合日本政府代表部参事官、国際連合第55回総会日本政府代表顧問
- 2001年：国際連合第56回総会日本政府代表顧問
- 2002年：外務省大臣官房領事移住部外国人課長
- 2004年：宮内庁侍従
- 2005年：天皇皇后両陛下ノルウェー国御訪問随員
- 2006年：外務省大臣官房儀典総括官
- 2007年：在クウェート日本国大使館参事官兼在イラク日本国大使館参事官
- 2008年：在クウェート日本国大使館参事官（公使）兼在イラク日本国大使館参事官（公使）
- 2009年：在シンガポール日本国大使館参事官（公使）、ジャパン・クリエイティブ・センター（JCC）所長[3]
- 2012年：軍縮会議日本政府代表部参事官（公使）、国際連合第67回総会日本政府代表顧問
- 2013年：国際連合第68回総会日本政府代表顧問
- 2015年：ハバロフスク総領事
- 2018年：法務省仙台入国管理局長（入国審査官）
- 2019年：出入国在留管理庁仙台出入国在留管理局長
- 2020年：駐トルクメニスタン特命全権大使
- 2023年：駐ベラルーシ特命全権大使[4]